# Solna Vikings (féminin)
Les Solna Vikings sont un club féminin suédois de basket-ball domicilié à Solna. Le club appartient à la Damligan soit le plus haut niveau du championnat suédois.

## Palmarès
- Champion de Suède : 1986, 1987, 1988, 2002, 2004, 2006, 2008, 2009

## Entraîneurs successifs
- Depuis ? :  Eivind Mostl